# ピーター・ヴォーン
ピーター・ヴォーン（Peter Vaughan, 本名：Peter Ewart Ohm、1923年4月4日 - 2016年12月6日）は、イギリスの俳優。
イングランド・シュロップシャーウェム出身。父親はオーストリアからの移民。
ウルヴァーハンプトンのレパートリー・シアターに加入して舞台に立ち、1959年に映画初出演。近年はHBOのテレビドラマシリーズ『ゲーム・オブ・スローンズ』のターガリエン家の盲目の長老メイスター・エイモン役で知られた。
2016年12月6日、93歳で死去。

## 主な出演作品
- 三十九階段 The 39 Steps (1959) クレジットなし
- 未知空間の恐怖/光る眼 Village of the Damned (1960)
- 勝利者 The Victors (1963)
- 裸のランナー The Naked Runner (1967)
- ハマーヘッド Hammerhead (1968)
- 砂漠の潜航艇 A Twist of Sand (1968)
- アルフレッド大王 Alfred the Great (1969)
- 小さな目撃者 Eyewitness (1970)
- わらの犬 Straw Dogs (1971)
- ハメルンの笛吹き The Pied Piper (1972)
- 狂えるメサイア Savage Messiah (1972)
- マッキントッシュの男 The MacKintosh Man (1973)
- 裂けた鉤十字 ローマの最も長い一日 Rappresaglia / Massacre in Rome (1973)
- 新・おしゃれ泥棒 11 Harrowhouse (1974)
- バレンチノ Valentino (1977)
- ズールー戦争/野望の大陸 Zulu Dawn (1979)
- バンデットQ Time Bandits (1981)
- フランス軍中尉の女 The French Lieutenant's Woman (1981)
- 遥か氷原の彼方 Coming Out of the Ice (1982) テレビ映画
- 剃刀の刃 The Razor's Edge (1984)
- ベルリンは夜 Forbidden (1984)
- 未来世紀ブラジル Brazil (1985)
- 愛と復讐のヒロイン Sins (1986) テレビミニシリーズ
- モンテカルロ Monte Carlo (1986) テレビミニシリーズ
- 呪われたハネムーン Haunted Honeymoon (1986)
- コードネーム・キリル Codename: Kyril (1987) テレビミニシリーズ
- 戦争と追憶 War and Remembrance (1988) テレビミニシリーズ
- 愛と野望のナイル Mountains of the Moon (1990)
- キング・オブ・ザ・ウィンド/疾風の覇者 King of the Wind (1990)
- 逆転無罪 Prisoner of Honor (1991) テレビ映画
- 日の名残り The Remains of the Day (1993)
- ファーザーランド/生きていたヒトラー Fatherland (1994) テレビ映画
- シークレット・エージェント The Secret Agent (1996)
- クルーシブル The Crucible (1996)
- フェイス Face (1997)
- われらが友 Our Mutual Friend テレビミニシリーズ (1998)
- レ・ミゼラブル Les Misérables (1998)
- 海の上のピアニスト La leggenda del pianista sull'oceano / The Legend of 1900 (1998)
- 理想の結婚 An Ideal Husband (1999)
- ラストキングダム 10番目の王国 The 10th Kingdom (2000)
- ホテル・スプレンディッド Hotel Splendide (2000)
- キス★キス★バン★バン Kiss Kiss (Bang Bang) (2001)
- パッション The Mother (2003)
- ライフ・イズ・コメディ! ピーター・セラーズの愛し方 The Life and Death of Peter Sellers (2004)
- ハウエルズ家のちょっとおかしなお葬式 Death at a Funeral (2007)
- ゲーム・オブ・スローンズ Game of Thrones (2011 - 2015) テレビシリーズ